# Klekovci
Klekovci är ett samhälle i Bosnien och Hercegovina.   Det ligger i entiteten Republika Srpska, i den nordvästra delen av landet, 190 km nordväst om huvudstaden Sarajevo. Klekovci ligger 114 meter över havet och antalet invånare är 340.
Terrängen runt Klekovci är platt åt nordväst, men åt sydost är den kuperad. Närmaste större samhälle är Bosanska Dubica, 5,2 km väster om Klekovci. 
I omgivningarna runt Klekovci växer i huvudsak lövfällande lövskog. Runt Klekovci är det ganska tätbefolkat, med 67 invånare per kvadratkilometer.